# Stantonia issikii
Stantonia issikii är en stekelart som beskrevs av Watanabe 1932. Stantonia issikii ingår i släktet Stantonia och familjen bracksteklar. Inga underarter finns listade i Catalogue of Life.